# Matěj Ptáček
Matěj Ptáček (* 1. června 1993, v Hradci Králové) je český fotbalový záložník působící v A-týmu FK Olympia Praha.

## Klubová kariéra
Svoji fotbalovou kariéru začal v Hradci Králové, kde se v roce 2012 propracoval přes všechny mládežnické kategorie do prvního mužstva. Před sezonou 2013-2014 zamířil na hostování do FK Bohemians Praha, odkud se po půl roce vrátil do Hradce Králové.